# Guillermo Tineo Leigue
Guillermo Tineo Leigue, »Pibe« (* 1929 in Trinidad; † 23. März 2011 ebenda) war ein bolivianischer Politiker, Landwirt und Diplomat.

## Leben
Guillermo Tineo Leigue war mit Zaida Fernández verheiratet, sie hatten vier Kinder. In den Legislaturperioden von 1966 bis 1969, 1979 bis 1980 und von 1982 bis 1989 saß er für die Partido de la Izquierda Revolucionaria (PIR) als einer der drei Vertreter für das Departamento Beni im bolivianischen Senat. Als Senator setzte er Subventionen für die vormalige Corporación de Desarrollo del Beni (CORDEBENI) durch.
1968 gehörte er im Dorf Reyes er zu den Gründern der Federación de Ganaderos del Beni y Pando (FEGABENI), dessen Vorsitzender er von 1971 bis 1972 war und als solcher ab Januar 1971 das Organ den "El Ganadero" verlegte. Er war Pionier bei der Einführung des Zebu in der Milchproduktion und der Fleischproduktion. Auf seiner Cabaña San Antonio, einem Vorort von Trinidad auf der Straße nach San Javier wurden Zebus insaminiert. Er war der erste Präsident der Asociación Bolviana de Criadores del Cebú (ASOCEBÙ)
Als sein Cousin Inti Peredo bei der Auseinandersetzung mit den bolivianischen Behörden ums Leben kam, forderte er erfolgreich die Herausgabe des Toten. Guillermo Tineo Leigue begleitete den Leichnam auf dem Flug mit Polizeieskorte in einer Militärmaschine nach San Ramón, wo er beigesetzt wurde. Nach La Paz zurückgekehrt, bekundete er seine Bruderliebe und seine Überzeugung und trat von seinen Ämtern zurück.
Luis García Meza Tejada war in den 1970er Jahren Befehlshaber des Regimiento de Caballería Ballivián in Trinidad. Vom 17. Juli 1980 bis 4. August 1981 unter der Diktatur von Luis García Meza Tejada wechselten ausgedehnte Grundstücke in den Departamentos, Beni, Santa Cruz und La Paz in das Eigentum von der Freunde des Diktators. Pibe beteiligte sich nicht am Prozess gegen Luis García Meza Tejada.
1985 war er Vizepräsident des Andenparlamentes. 1989 wurde er zum Botschafter in Paraguay ernannt, wo er mit dem Großkreuz des Verdienstordens ausgezeichnet wurde. Das Plenum des bolivianischen Senats legte zu Ehren von Guillermo Tineo Leigue eine Schweigeminute ein.